# Brites de Meneses
Brites de Meneses foi uma nobre portuguesa. Ela e seu marido, segundo a "História Genealógica", liv. IX fls. 171 a 176, "estão ambos sepultados no Convento de São João Evangelista em Évora, que ele era o seu padroeiro.
Na inscrição da sepultura está gravado: «Aqui jaz D. Rodrigo de Melo, 1º Conde de Tentúgal, Marquês de Ferreira, filho de D. Álvaro e de D. Filipa, que jazem nesta Capela».
Ele faleceu a 17 de Agosto de 1545 e sua mulher, D. Brites de Menezes, a 10 de Maio de 1585".

## Dados genealógicos
Filha de: D. Antão de Almada, e este filho de D. Fernando de Almada (2.º conde de Avranches).
e de: D. Maria de Menezes
Faleceu a:
10 de Abril de 1585
Casou com:
D. Rodrigo de Melo (2º casamento), 1º Conde de Tentúgal (1504), 1º Marquês de Ferreira (1532), com o tratamento de Sobrinho, viúvo de D. Leonor de Almeida; nasceu em 1488 e morreu a 17 de Agosto de 1545, filho do Senhor D. Álvaro de Bragança, Senhor de Cadaval, etc., e de D. Filipa de Melo, herdeira do Condado de Olivença, etc.; neto paterno do Senhor D. Fernando I, 2º Duque de Bragança, 3º Conde de Ourém, etc., e de D. Joana de Castro, Senhora de Cadaval; neto materno de Rodrigo de Melo, 1º Conde de Olivença, Senhor de Ferreira de Aves, etc., Aio e Guarda-Mor de D. Afonso V, Capitão de Tânger, etc., e de D. Isabel da Silva. C.G.
Filhos::
- Álvaro de Melo, clérigo.
- Maria de Melo casada com Constantino de Bragança, 7º vice-rei da Índia.